# Nødlandingen i Plougslund Mose
Nødlandingen i Plougslund Mose fandt sted da et engelsk bombefly nødlandede i mosen efter beskydning af tysk antiluftskyts 27. april 1945. Flyet var et Stirling IV LK567 bombefly, der skulle nedkaste våben til modstandsbevægelsen på Fyn.
Plougslund Mose også kaldet Plougslund Hede ligger ved Koldingvej mellem Billund og Kolding.
Én af den seks mand store besætning (John Ayers) døde nogle dage senere på et tysk militærhospital. Han var blevet pågrebet af besættelsesmagten, efter at de øvrige havde været nødt til at efterlade ham, da han var hårdt såret. John Ayers er begravet på Christians Kirkegård i Fredericia.
Resten af besætningen fik hjælp af danskere og overlevede krigen. 
Ved Koldingvej et par km syd for Billund står en mindesten.

## Eksterne links
- Short Stirlings endeligt i Plougslund Mose Arkiveret 10. august 2016 hos  Wayback Machine - rslm.dk
- Stirling IV LK567 - Plougslund Mose - airmen.dk
- Billund / Plougslund. RAF Mindesten og propel fra bombemaskine - airmen.dk
- Nødlandingen i Plougslund mose (Aase Flensteds nedlagte hjemmeside)

|  | Denne artikel om lokaliteten Nødlandingen i Plougslund Mose kan blive bedre, hvis der indsættes et (bedre) billede. Du kan hjælpe ved at afsøge Wikimedia Commons for et passende billede eller lægge et op på Wikimedia Commons med en af de tilladte licenser og indsætte det i artiklen. |

55°42′00.9″N 09°07′44.4″Ø / 55.700250°N 9.129000°Ø